# دیک بروکس
دیک بروکس (انگلیسی: Dick Burgess; ۲۳ اکتبر ۱۸۹۶ – ۱۹۸۳ (۸۶−۸۷ سال)) ورزشکار فوتبال بود.